# Церківна
Церкі́вна (до 2025 року — Церковна) — село в Україні, у складі Витвицької територіальної громади Калуського району Івано-Франківської області. За переписом 2001 року населення села становить 1029 осіб.

## Географія
У селі потоки Церковянський та Сихлеватий впадають у річку Лужанку.

## Історія
У 1939 році в селі мешкало 1120 осіб (1090 українців, 5 поляків, 5 латинників, 20 євреїв).
До 15 червня 2025 року носило назву Церковна. Перейменування було ініційовано жителями села, з огляду на те, що історично його мешканці використовували назву «Церківна».

### Бій сотні УПА «Хорти»

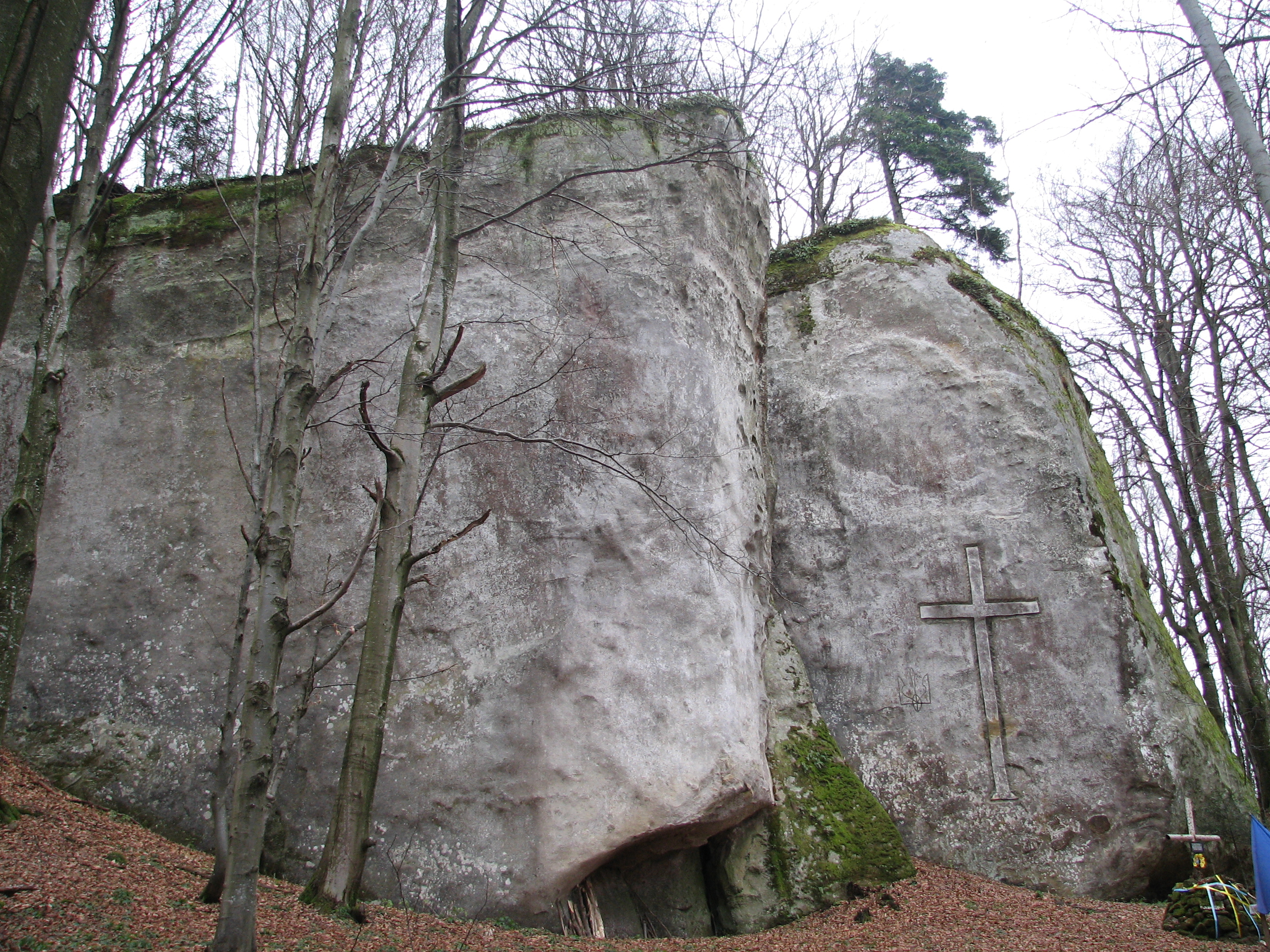
Урочище «Підцапове» поблизу села Церківна, де відбувся бій сотні «Хорти»

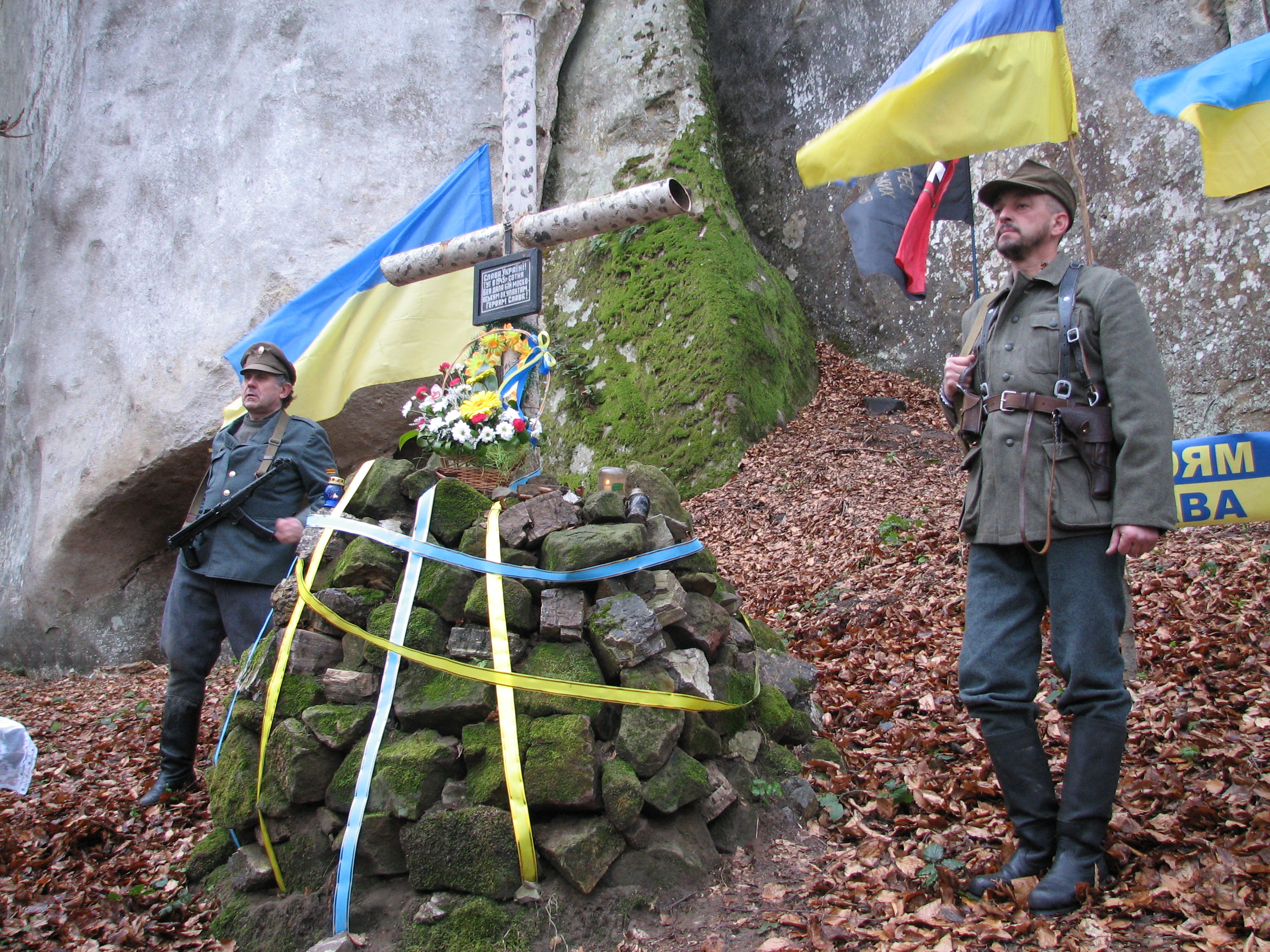
Пам'ятний хрест на місці бою

11 грудня 1945 року сотню «Хорти», яка розквартирувалась у селі, наздогнали війська НКВС. Сотенний «Бей» (Казимир Яворський) вирішив дати бій і вдало підготував пастку для ворогів, які наступали по відкритому полю. Повстанці зайняли вигідні позиції в урочищі Цапове, яке складається із великих кам'яних брил.
«Нкведисти» були несподівано зустрінуті щільним вогнем та зазнали значних втрат. Викликані резерви зуміли оточити сотню, але із настанням темряви воякам вдалось вирватись із кільця оточення. Втрати ворога за підрахунками повстанців склали загиблими 221 чоловік, у тому числі майор та два капітани. У цьому бою загинуло також 18 упівців.

## Релігія
- церква святої Параскеви (1807, УГКЦ, дерев'яна),
- церква Різдва Пресвятої Богородиці (УГКЦ, кам'яна).

## Відомі люди
- Богдан Далилишин — український економіст, екс-міністр економіки, академік Національної академії наук України; голова Ради НБУ[6];
- Василь Гук — підпільник ОУН, дисидент[7];
- о. Йосафат Лесів — греко-католицький священник (ЧСВВ)[8];
- Ізидор Шараневич — відомий історик, громадський діяч[9];
- Климентій Стасів — церковний діяч, священник УГКЦ, письменник, перекладач, есеїст[10].